# Петер Альтенберг
Пе́тер Альтенбе́рг (псевдонім Енглендера Ріхарда; *1859, Відень — †1919, Відень) — австрійський письменник-імпресіоніст.

## Творча діяльність
Улюблений жанр Альтен, thuf — коротенькі новели-нариси, які відтворюють «миттєві враження», мінливість почуттів. Альтенберг створив особливий стиль — «телеграми душі».

## Твори
Збірки новел:
- «Як я це бачу» (1896),
- «Що мені приносить день» (1900),
- «Казки життя» (1908),
- «Присмерки життя» (1919).

## Українські переклади
Українською мовою перекладено:
- Мініатюри / Перекл. В. Софронів // Назустріч. — 1934. -Ч. 9. — С. 1.
- Приноси дня: Неоромантика; Дівчина на Капрі; Вулиця в селі; La vie; Дві дороги; Туга; Любов; Семітська раса; Westminster Abbey; Флірт: [Мініатюри] / Перекл. В. Б. // Життя і мистецтво. — 1920. — Ч. 2. — С. 52-53.
- Vita ipsa: [Мініатюри] / Перекл. С. Федюшкова // ЛНВ. — 1928. — Т. 97. — Кн. 11. — С. 212—218.